# Paz (satélite)
O Satélite PAZ é um satélite artificial radar do Programa Nacional de Observación de la Tierra por Satélite (PNOTS) criado pelos Ministérios da Defesa e da Indústria, do Comércio e do Turismo do Reino da Espanha. O mesmo foi lançado por meio de um veículo Falcon 9 Full Thrust, em 22 de fevereiro de 2018, e é operado pela Hisdesat.